# PTT勘探生產股份
PTT勘探生產股份有限公司（英語：PTT Exploration and Production Public Company Limited，OTCBB：PEXNY
），簡稱PTT勘探生產股份、PTT勘探生產、或 ，泰國國家石油股份有限公司旗下公司，於1985年成立。
主要從事在泰國海洋、陸地等勘探石油生產。其股份自1993年於泰國證券交易所上市。

## 外部連結
- PTT勘探生產股份有限公司（页面存档备份，存于）